# Муджтаба Хусаині Ширазі
Аятола Сейід Муджтаба Хусаині Ширазі (Арабська: مجتبى الحسيني الشيرازي, Фарсі: سید مجتبی حسینی شیرازی) — шиїтський священнослужитель (аятола).

## Життєпис
Народився у Кербелі в 1943 році. Навчався в Кербелі, Ен-Наджафа, Кум і Мешхед. Після ісламської революції в Ірані, емігрував до Англії. Живе в Лондоні.

## Вчителі
- Великий аятола Абу аль-Касим аль-Хоеі
- Великий аятола Рухолла Мусаві Хомейні
- Великий аятола Мухаммад Хусаині Ширазі